# 関野克
関野 克（せきの まさる、1909年2月14日 - 2001年1月25日）は、日本の建築史学者、東京大学名誉教授。文化功労者。

## 経歴
東京生まれ。1929年、旧制浦和高等学校理科甲類卒業。1933年、東京帝国大学工学部建築学科卒。1945年、東京大学工学博士。1946年、母校（のち東京大学）教授。1965年、東京国立文化財研究所所長を歴任。1979年～1991年、博物館明治村館長。1990年、文化功労者。墓所は多磨霊園。

## 著書
- 日本住宅小史 相模書房, 1942年
- 建築のいろいろ 筑摩書房, 1951年 (中学生全集)
- 寺と社 大日本雄弁会講談社, 1956年 (講談社アート・ブックス)
- 文化財と建築史 鹿島研究所出版会, 1969年
- 文化財と建築史 鹿島出版会 SD選書, 1979年
- 明治のたたずまい 博物館明治村 講談社, 1980年
- 日本の民家 学習研究社, 1980年

### 編纂
- 文化財講座日本の建築 全5巻 伊藤延男,太田博太郎共編 第一法規出版, 1976-77年

## その他
- 国宝・重要文化財の調査にガンマ線を用いるなど、文化財の保存科学に画期的な方法を確立した[1]。
- 法隆寺・鎌倉の大仏・姫路城・金閣寺などの修復や高松塚古墳壁画の保存指導に尽力した[1]。
- 中尊寺金色堂保存施設調査委員長を務めた[1]。
- 考古学ブームが興った、登呂遺跡の住居跡の復元を指導した[1]。
- 父は建築史・美術史・考古学者の関野貞、弟は考古学者の関野雄である[2]。
- 太平洋戦争末期には松代大本営の賢所の工事に関与した。